# Léon Mans et Cie
Léon Mans et Cie war ein belgischer Fahrzeughersteller. Der Markenname lautete Mans.

## Unternehmensgeschichte
Das Unternehmen aus der Avenue Van Volxem in Forest/Vorst stellte ursprünglich Fahrräder her. Es stellte im März 1899 auf dem Brüsseler Automobilsalon Automobile aus. Außerdem wurde das De-Dion-Bouton-Motordreirad verkauft. 1901 präsentierte es auf dem Brüsseler Automobilsalon Fahrräder, Motorräder und Autos. 1902 endete die Pkw-Produktion. Aus 1906 ist noch eine besondere Radaufhängung namens Amans bekannt. Danach verliert sich die Spur des Unternehmens.

## Automobile
Das erste Modell war ein Dreirad und ähnelte dem Dreirad von Léon Bollée. Das Fahrzeug mit luftgekühltem Einzylindermotor hatte allerdings einen gewöhnlichen Kettenantrieb. Daneben gab es ein Dreirad mit einem Einbaumotor von De Dion-Bouton. 1901 folgte ein konventioneller vierrädriger Kleinwagen mit Frontmotor und Lenkrad.